# Les Ch'tits Hommes libres
Les Ch'tits Hommes libres (titre original : The Wee Free Men) est le deuxième volume indépendant pour jeunes adultes de la série Les Annales du Disque-monde, du romancier anglais Terry Pratchett. Paru originellement en 2003, il est publié en français en juin 2006 chez l'Atalante, la traduction étant de Patrick Couton. Il obtient le prix Locus du meilleur roman pour jeunes adultes en 2004.

## Résumé
Dans le Causse, un pays de collines vertes peuplées de moutons, Tiphaine Patraque a 9 ans et elle a décidé qu'elle serait sorcière, comme sa mémé, depuis qu'elle a découvert un monstre dans la rivière et d'autres phénomènes étranges.
Armée d'une poêle à frire et du livre de sa grand-mère : Les maladies du mouton, elle part à la recherche de la source de ces nouveaux ennuis. Mais elle ne sera pas seule, elle trouvera les Nac mac Feegle, les ch'tits hommes libres, à la peau intégralement tatouée en bleu, voleurs, ivrognes et particulièrement belliqueux.

## Thèmes
- Contes pour enfants
- Romantisme
- Les écossais
- Le deuil

## Personnages
- Tiphaine Patraque
- Les Nac mac Feegle